# Szalay Miklós (labdarúgó)
Szalay Miklós, Szalai, (Salgótarján, 1946. december 6. –) olimpiai bajnok magyar labdarúgó, fedezet, edző.

## Pályafutása

### Klubcsapatban
1964 és 1974 között a Salgótarján Bányász csapatában szerepelt. Összesen 184 mérkőzésen játszott és 29 gólt szerzett. Legnagyobb sikerük egy 1967-es MNK döntőbe jutás és az 1971–1972-es idényben elért bajnoki bronzérem, amellyel a vidék legjobb csapata lettek. 1974-ben krónikus vesegyulladás miatt be kellett fejeznie az aktív sportolást.

### A válogatottban
1972-ben egy alkalommal szerepelt a válogatottban és tagja volt 1968-ban a mexikóvárosi olimpián aranyérmet szerzett csapatnak, melyben kétszer lépett pályára. 

### Edzőként
Visszavonulása után 1980-ig, hat idényen a csapat pályaedzője volt, majd az 1980–1981-es szezonban vezetőedző lett. 1981 és 1990 között alsóbb osztályú csapatoknál dolgozott egy-két évet (Szarvas, Hatvani Kinizsi, Cered, Nógrádi Volán, Salgótarján Tűzhelygyár). Az 1992–1993-as idényben ismét anyaegyesülete vezetőedzője volt.

## Sikerei, díjai
- Olimpiai játékok
  - aranyérmes: 1968, Mexikóváros
- Magyar bajnokság
  - 3.: 1971–72
- Magyar Népköztársasági Kupa (MNK)
  - döntős: 1967

- A Magyar Érdemrend lovagkeresztje (2021)

## Statisztika

### Mérkőzései a válogatottban
| Magyarország | Magyarország      | Magyarország                       | Magyarország  | Magyarország | Magyarország | Magyarország         | Magyarország | Magyarország |
| #            | Dátum             | Helyszín                           | Hazai         | Eredmény     | Vendég       | Kiírás               | Gólok        | Esemény      |
| ------------ | ----------------- | ---------------------------------- | ------------- | ------------ | ------------ | -------------------- | ------------ | ------------ |
|              | 1968. október 20. | Guadalajara, Estadio Jalisco (MEX) | Magyarország  | 1 – 0        | Guatemala    | olimpiai negyeddöntő | -            | 72'          |
| 1.           | 1972. január 12.  | Madrid, Santiago Bernabéu stadion  | Spanyolország | 1 – 0        | Magyarország | barátságos           | -            | 60'          |
|              | Összesen          |                                    |               | 1            | mérkőzés     |                      | 0            | gól          |